# Álvaro Múnera Builes
Álvaro Múnera Builes conegut com «El Pilarico», és un ex-torero colombià reconvertit en crític de la tauromàquia després de quedar paraplègic per una banyada. Actualment s'exerceix com a diputat de Antioquia.

## Biografia

### Torero
Després d'una feina en la plaça de toros de La Macarena de Medellín i guanyar la Fira de la Candelaria, Múnera, sobrenomenat «El Pilarico» a la ciutat colombiana, va aconseguir un contracte per a torejar a Espanya. Va arribar el 6 de març de 1984 i allí va completar vint-i-dues corregudes. No obstant això, el 22 de setembre del mateix any, en la plaça de toros de Munera, el toro Terciopelo de la ramaderia del Marquès de Villagodio el va enganxar per la cama esquerra i el va aixecar, causant-li la fractura de la cinquena vèrtebra cervical amb lesió medul·lar irreversible acompanyada de trauma cranioencefàlic. Va quedar paraplègic.

### Hospitalització i penediment
Va romandre hospitalitzat a l'Hospital Nacional de Paraplègics de Toledo durant quatre mesos, després de la qual cosa, al no haver aconseguit recuperar la mobilitat, va ser traslladat al Jackson Memorial Hospital de Miami, als Estats Units. Allí va romandre hospitalitzat quatre anys i mig més, i en aquest temps va recuperar la mobilitat de les seves mans i va poder començar a desplaçar-se en cadira de rodes. També va aprofitar per a estudiar Teosofia. Finalment, va ser traslladat de nou a Medellín per a continuar la seva recuperació.
Durant la seva estada a Miami, Múnera es va convertir en antitaurí. Posteriorment, va dir que aquella banyada que ho va apartar de la vida en el rodo va ser un avís de Déu.

### Carrera política
Actualment és criticat per usar com a bandera política la causa animalista pels taurins que ho han anomenat traïdor. Una vegada en Medellín, al costat de discapacitats va formar una organització, amb la qual posteriorment va arribar a ser regidor en 1997. Des del consell, va fer polítiques de suport als discapacitats. Posteriorment, es va adherir a una causa en defensa dels animals que va prendre cos en forma de l'organització Fuerza Anticrueldad Unida por la Naturaleza de los Animales (FAUNA).
Encara que es preveia la seva participació en el Parlament de Catalunya a principis de 2010 per a defensar la prohibició de la tauromàquia arran d'una iniciativa legislativa popular, problemes d'agenda li ho van impedir.